# 特伦顿 (佛罗里达州)
特伦顿（英語：Trenton）是美国佛罗里达州吉爾克里斯特縣下属的一座城镇。建立于1911年。面积约为6.7平方公里（约合2.6平方英里）。根据2020年美國人口普查，该市有人口2,015人。论人口在本州排行第299。